# Taça de Portugal de Futsal
A Taça de Portugal de Futsal é a segunda competição mais importante do futsal português, em molde semelhante à Taça de Portugal de Futebol. É organizada pela Federação Portuguesa de Futebol e disputada anualmente.

## Finais da taça de Portugal de futsal
| Finais da Taça de Portugal de Futsal |                                            |                                            |                                            |                                                  |
| Época                                | Vencedor                                   | Res.                                       | Finalista                                  | Local                                            |
| 1997–98                              | Miramar FC                                 | 4 – 1                                      | Sporting CP                                | Pavilhão de Fazendas de Almeirim                 |
| 1998–99                              | Inst. D. João V                            | 2 – 2 ap (4 – 3 gp)                        | SC Vila Verde                              | Pavilhão Desportivo Municipal nº1                |
| 1999–00                              | Correio da Manhã                           | 3 – 1                                      | AR Freixieiro                              | Pavilhão Desportivo de Nisa                      |
| 2000–01                              | FJ Antunes                                 | 3 – 3 ap (4 – 3 gp)                        | Inst. D. João V                            | Pavilhão Municipal Oliveira do Bairro            |
| 2001–02                              | FJ Antunes                                 | 3 – 1                                      | Sporting CP                                |                                                  |
| 2002–03                              | SL Benfica                                 | 5 – 4                                      | AR Freixieiro                              | Pavilhão Municipal do Fundão                     |
| 2003–04                              | SL Olivais                                 | 4 – 3                                      | CF Sassoeiros                              | Pavilhão Municipal de Castro Marim               |
| 2004–05                              | SL Benfica                                 | 4 – 1                                      | Boavista                                   | Pavilhão do Entroncamento                        |
| 2005–06                              | Sporting CP                                | 9 – 5                                      | SL Benfica                                 | Pavilhão Multidesportos de Coimbra               |
| 2006–07                              | SL Benfica                                 | 2 – 1                                      | SC Braga                                   | Pavilhão Municipal de Gaia                       |
| 2007–08                              | Sporting CP                                | 4 – 1                                      | FJ Antunes                                 | Desportivo Municipal de São Miguel               |
| 2008–09                              | SL Benfica                                 | 4 – 1                                      | Belenenses                                 | Pavilhão Municipal de Vagos                      |
| 2009–10                              | Belenenses                                 | 2 – 1 ap                                   | SL Benfica                                 | Pavilhão do Entroncamento                        |
| 2010–11                              | Sporting CP                                | 3 – 2 ap                                   | SL Benfica                                 | Pavilhão Dr. Salvador Machado                    |
| 2011–12                              | SL Benfica                                 | 2 – 1                                      | Modicus Sandim                             | Pavilhão Dr. Salvador Machado                    |
| 2012–13                              | Sporting CP                                | 7 – 1                                      | SC Braga                                   | Pavilhão Multiusos de Guimarães                  |
| 2013–14                              | AD Fundão                                  | 7 – 6 ap                                   | SL Benfica                                 | Pavilhão Dr. Salvador Machado                    |
| 2014–15                              | SL Benfica                                 | 5 – 2                                      | AD Fundão                                  | Pavilhão Multiusos de Sines                      |
| 2015–16                              | Sporting CP                                | 4 – 2                                      | SL Benfica                                 | Pav. Municipal da Póvoa de Varzim                |
| 2016–17                              | SL Benfica                                 | 5 – 1                                      | Burinhosa                                  | Pavilhão Multiusos de Gondomar                   |
| 2017–18                              | Sporting CP                                | 6 – 2                                      | GD Fabril                                  | Pavilhão Multiusos de Gondomar                   |
| 2018–19                              | Sporting CP                                | 5 – 5 ap (3 – 2 gp)                        | SL Benfica                                 | Pavilhão Multiusos de Gondomar                   |
| 2019–20                              | Sporting CP                                | 7 – 1                                      | SC Braga                                   | Pavilhão de Congressos e Desportos de Matosinhos |
| 2020–21                              | Interrompido devido à Pandemia de Covid–19 | Interrompido devido à Pandemia de Covid–19 | Interrompido devido à Pandemia de Covid–19 |                                                  |
| 2021–22                              | Sporting CP                                | 4 – 3                                      | SL Benfica                                 | Pavilhão Multiusos de Sines                      |
| 2022–23                              | SL Benfica                                 | 4 – 1                                      | Sporting CP                                | Pavilhão Municipal Póvoa de Varzim               |
| 2023–24                              | SC Braga                                   | 5 – 3                                      | Sporting CP                                | Pavilhão Multiusos de Sines                      |
| 2024–25                              | Sporting CP                                | 4 – 3                                      | SL Benfica                                 | Pavilhão de Congressos e Desportos de Matosinhos |

### Títulos por clube
Desde a sua criação em 1997–98, 9 clubes venceram a Taça de Portugal de Futsal.
| #  | Equipa              | Títulos | Finalistas | Anos (títulos)                                                                           |
| -- | ------------------- | ------- | ---------- | ---------------------------------------------------------------------------------------- |
| 1  | Sporting CP         | 10      | 4          | 2005–06, 2007–08, 2010–11, 2012–13, 2015–16, 2017–18, 2018–19, 2019–20, 2021–22, 2024–25 |
| 2  | SL Benfica          | 8       | 8          | 2002–03, 2004–05, 2006–07, 2008–09, 2011–12, 2014–15, 2016–17, 2022–23                   |
| 3  | FJ Antunes          | 2       | 1          | 2000–01, 2001–02                                                                         |
| 4  | Miramar             | 1       | 0          | 1997–98                                                                                  |
| 4  | Instituto D. João V | 1       | 1          | 1998–99                                                                                  |
| 4  | Correio da Manhã    | 1       | 0          | 1999–00                                                                                  |
| 4  | SL Olivais          | 1       | 0          | 2003–04                                                                                  |
| 4  | Belenenses          | 1       | 1          | 2009–10                                                                                  |
| 4  | AD Fundão           | 1       | 1          | 2013–14                                                                                  |
| 4  | SC Braga            | 1       | 3          | 2023–24                                                                                  |
| 11 | AR Freixieiro       | -       | 2          |                                                                                          |
| 11 | SC Vila Verde       | -       | 1          |                                                                                          |
| 11 | Sassoeiros          | -       | 1          |                                                                                          |
| 11 | Boavista            | -       | 1          |                                                                                          |
| 11 | Burinhosa           | -       | 1          |                                                                                          |
| 11 | G.D. Fabril         | -       | 1          |                                                                                          |